# Кастетис
Кастети́с (фр. Castétis) — коммуна во Франции, находится в регионе Аквитания. Департамент — Атлантические Пиренеи. Входит в состав кантона Арти-э-Пеи-де-Субестр. Округ коммуны — По.
Код INSEE коммуны — 64177.

## География

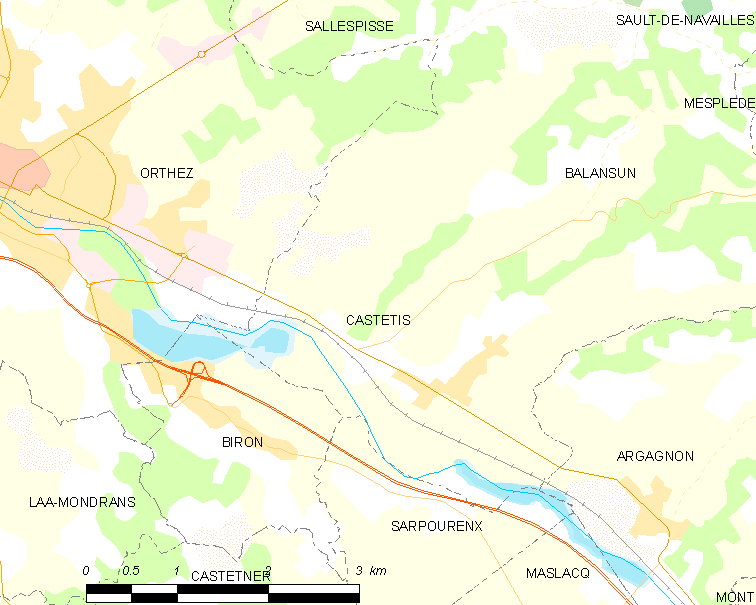
Карта коммуны

Коммуна расположена приблизительно в 650 км к югу от Парижа, в 155 км южнее Бордо, в 34 км к северо-западу от По.
На юге коммуны протекает река Гав-де-По.

### Климат
Климат тёплый океанический. Зима мягкая, средняя температура января — от +5°С до +13°С, температуры ниже −10 °C бывают редко. Снег выпадает около 15 дней в году с ноября по апрель. Максимальная температура летом порядка 20-30 °C, выше 35 °C бывает очень редко. Количество осадков высокое, порядка 1100 мм в год. Характерна безветренная погода, сильные ветры очень редки.

## Население
Население коммуны на 2010 год составляло 600 человек.
| 1962 | 1968 | 1975 | 1982 | 1990 | 1999 | 2010 |
| ---- | ---- | ---- | ---- | ---- | ---- | ---- |
| 490  | 510  | 522  | 558  | 600  | 657  | 600  |

## Администрация
| Период | Период | Фамилия        | Партия | Примечания |
| ------ | ------ | -------------- | ------ | ---------- |
| 1947   | 1953   | Эмиль Ит       |        |            |
| 1953   | 1971   | Поль Ламарк    |        |            |
| 1971   | 2001   | Ги Крабос      |        |            |
| 2001   | 2010   | Франсис Лаборд |        |            |
| 2010   | 2020   | Анри Пустис    |        |            |

## Экономика
В 2010 году среди 392 человек трудоспособного возраста (15-64 лет) 282 были экономически активными, 110 — неактивными (показатель активности — 71,9 %, в 1999 году было 68,5 %). Из 282 активных жителей работали 263 человека (146 мужчин и 117 женщин), безработных было 19 (7 мужчин и 12 женщин). Среди 110 неактивных 33 человека были учениками или студентами, 48 — пенсионерами, 29 были неактивными по другим причинам.

## Достопримечательности
- Церковь Св. Лаврентия (XVI век)[4]
- Церковь Св. Иоанна Крестителя (1910 год)[5]
- Замок Кандо (1600 год)

## Фотогалерея

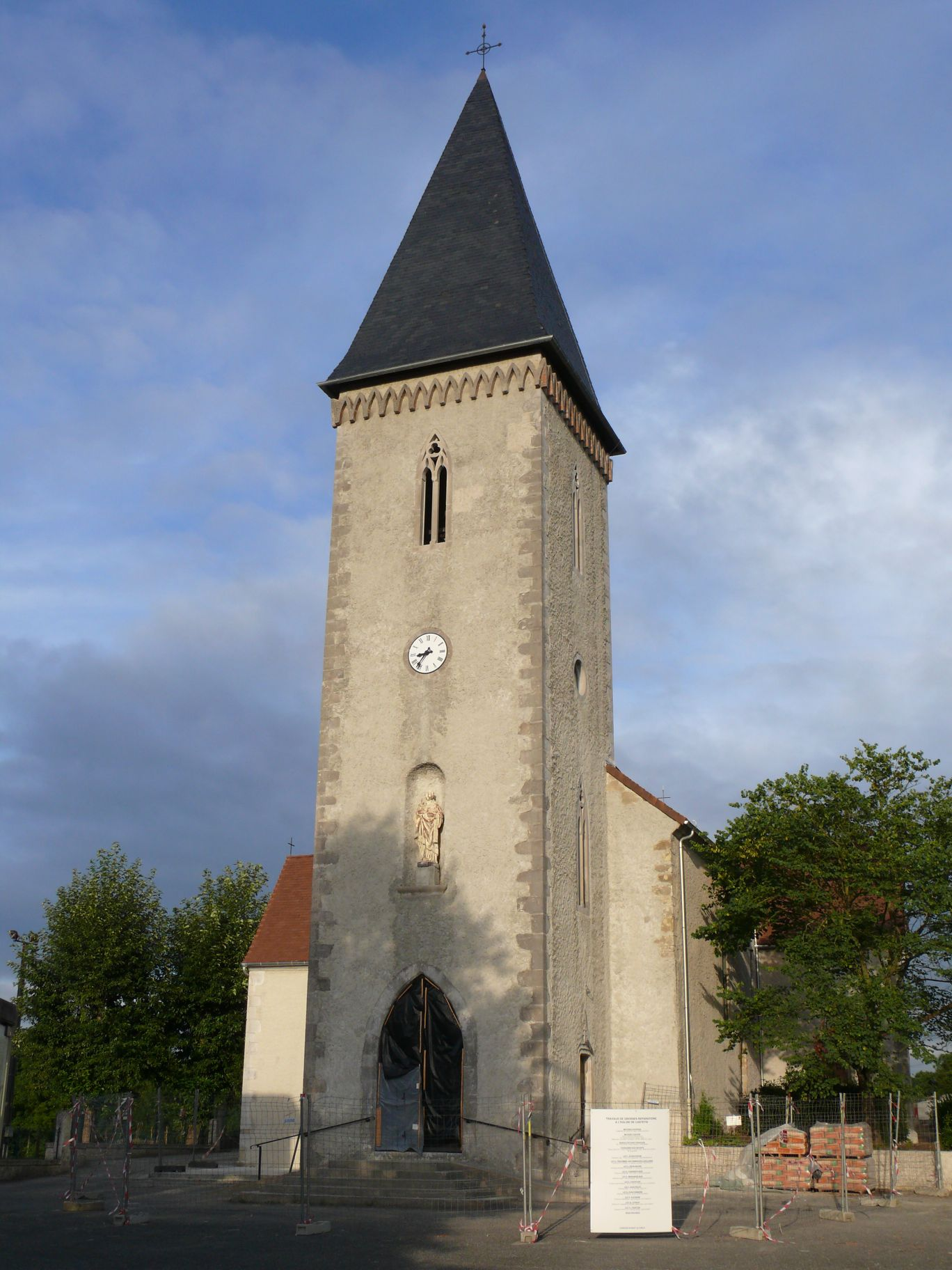
Церковь Св. Лаврентия
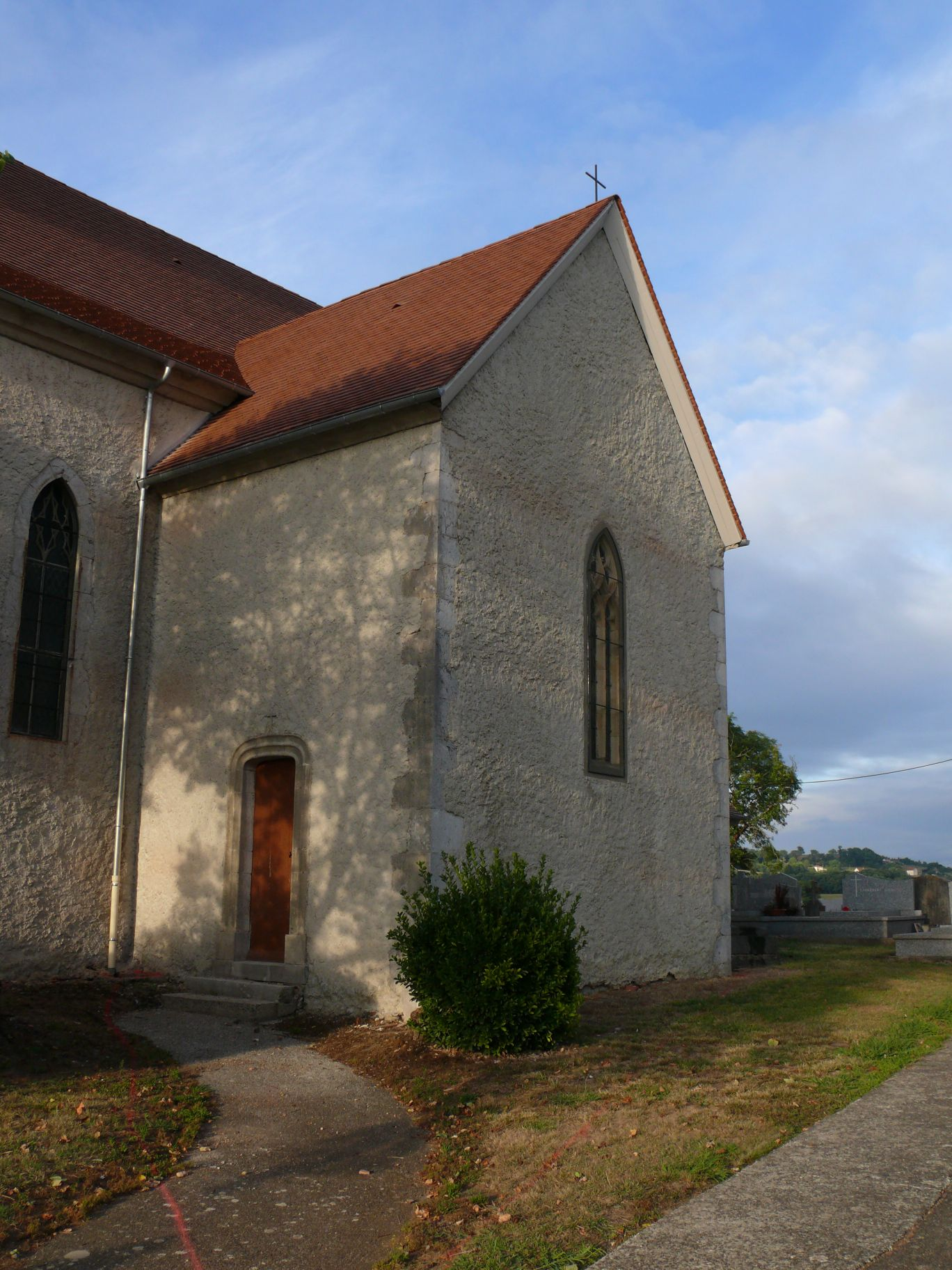
Церковь Св. Лаврентия
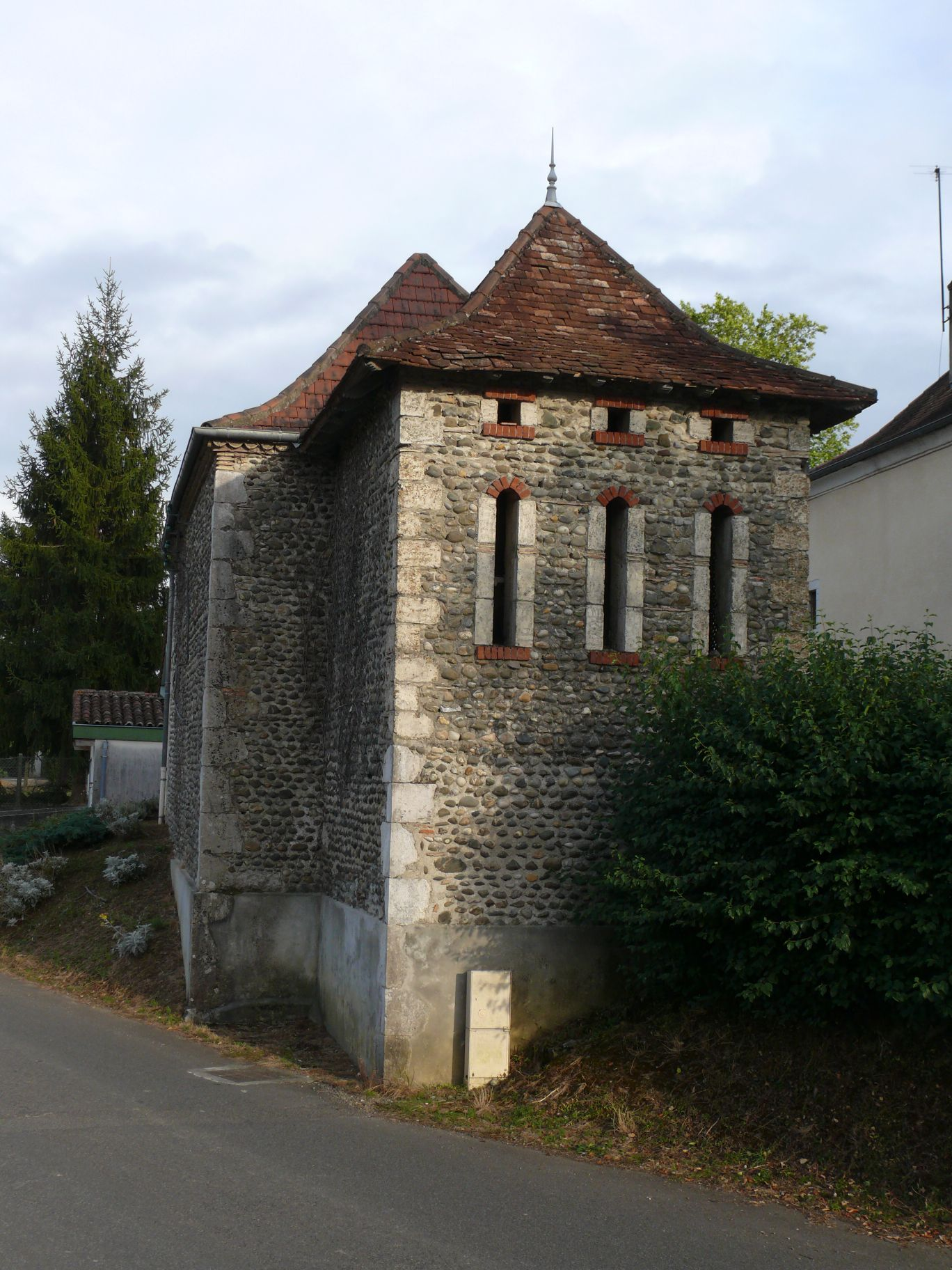
Голубятня